# Pârâu Negrei
Pârâu Negrei – wieś w Rumunii, w okręgu Suczawa, w gminie Breaza. W 2011 roku liczyła 157 mieszkańców.